# Yazoo County
Yazoo County is een county in de Amerikaanse staat Mississippi.
De county heeft een landoppervlakte van 2.381 km² en telt 28.149 inwoners (volkstelling 2000). De hoofdplaats is Yazoo City.